# 薄码
《薄码》是中国科幻小说家陈楸帆的短篇小说合集，于2012年出版。

## 篇目
- 第七愿望 （《科幻世界》2007年7期）
- 递归之人 （《科幻世界》2007年第2期）
- 谙蛹 （《世界科幻博览》2006年第6期）
- 心机 （《科幻世界》2010年3期）
- 开窍 （《天南》2011年第二期）
- 吉米 （《世界科幻博览》2007年7期）
- 丽江的鱼儿们 （《科幻世界》2006年第5期）
- 霾 （《新幻界》2010年1月刊）
- 双击 （《科幻世界》2009年1期）
- 老李 （《少年贩》第一期）
- 涟漪 （《科幻文学秀》2005年第6期）
- 虚拟的爱 （《科幻世界》2009年增刊）
- 鼠年 （《科幻世界》2009年5期）
- 颐和园 （首发）
- 坟 《科幻世界》2004年第5期
- 丧尸InC 《大众软件》2009年8期
- 痛感超人 （首发）
- 亲爱的，我没电了 （《科幻文学秀》2005年第6期）